# Чайковський Данило Васильович
Дани́ло Васи́льович Чайко́вський (псевдо: «О. Данський», «Семен Збаразький», «Мармон», «Мурман», «Дядько Данило», * 17 березня 1909, Мишків, Галичина, нині Більче-Золотецька сільська громада, Чортківський район, Тернопільська область — † 3 липня 1972, Ірвінгтон, США) — український журналіст і політичний діяч ОУН(р) під керівництвом Степана Бандери.

## Життєпис
Народився в сім'ї священника Василя Чайковського гербу Сас. В юнацькому віці був активний членом Пласту і Союзу української націоналістичної молоді. З 1929 року — член ОУН. В'язень польських тюрем.
З 8 серпня 1942 по кінець січня 1945 року утримувався у німецькому концтаборі Аушвіц.
На еміграції в Німеччині (пропагандивний референт проводу Закордонних частин ОУН, редактор «Української трибуни»), з 1948 року у Франції — редактор газети «Українець-Час» (1948—1955), згодом знову в Німеччині, редактор «Шляху перемоги» у Мюнхені, з 1967 року в США, де працював у редакції українського щоденника «Америка».
Обраний Головою Головної Ради П'ятою Конференцією Закордонних частин ОУН (1955—1968).
Поховали Чайковського на українському цвинтарі в Саут-Баунд-Бруку.

## Творчість
Автор в'язничних переживань «Хочу жити!: образки з німецьких концентраційних таборів» (1946), збірки новел «Наші дні», оповідань для дітей. 1958 року видав книжку «Крути» про героїчний чин молоді, яка зложила свої голови в бою проти більшовицького навалу, рятуючи честь українського народу. 1965 року вийшла з-під його редакції книга «Московські вбивці Бандери перед судом».

## Вшанування
У 2009 році в с. Мишків Заліщицького району відкрито його музей.